# Zdravotnická záchranná služba Pardubického kraje
Zdravotnická záchranná služba Pardubického kraje (ZZS PAK, do 21. února 2007 Územní středisko zdravotnické záchranné služby Pardubického kraje) je příspěvková organizace a provozovatel záchranné služby v Pardubickém kraji. Hlavní náplní činnosti organizace je zajišťování odborné přednemocniční neodkladné péče (PNP) na území Pardubického kraje podle zákona č. 374/2011 Sb., o zdravotnické záchranné službě. PNP je zajišťována na území o rozloze 4 519 km² pro více než 520 000 obyvatel. V oblasti Pardubického kraje je k dispozici celkem 27 výjezdových skupin rozmístěných na 16 výjezdových stanovištích. Letecká záchranná služba není v Pardubickém kraji provozována.
Zdravotnická záchranná služba Pardubického kraje vznikla 1. ledna 2003.
Zřizovatelem organizace je samotný Pardubický kraj, z jehož rozpočtu je hrazena. Od 1. ledna 2003 je jednou ze 14 krajských záchranných služeb.

## Historie
Zdravotnická záchranná služba Pardubického kraje vznikla 1. ledna 2003 sloučením organizací Zdravotnická záchranná služba okresu Pardubice, Okresní středisko záchranné služby Svitavy a Okresní zdravotnická záchranná služba Ústí nad Orlicí. Ke stejnému datu zanikly okresní úřady a všechna výjezdová stanoviště i jednotlivé dispečinky byly sloučeny pod jednu organizaci a začala působnost krajské organizace. 21. února 2007 byl změněn název organizace na Zdravotnická záchranná služba Pardubického kraje.

## Organizační struktura

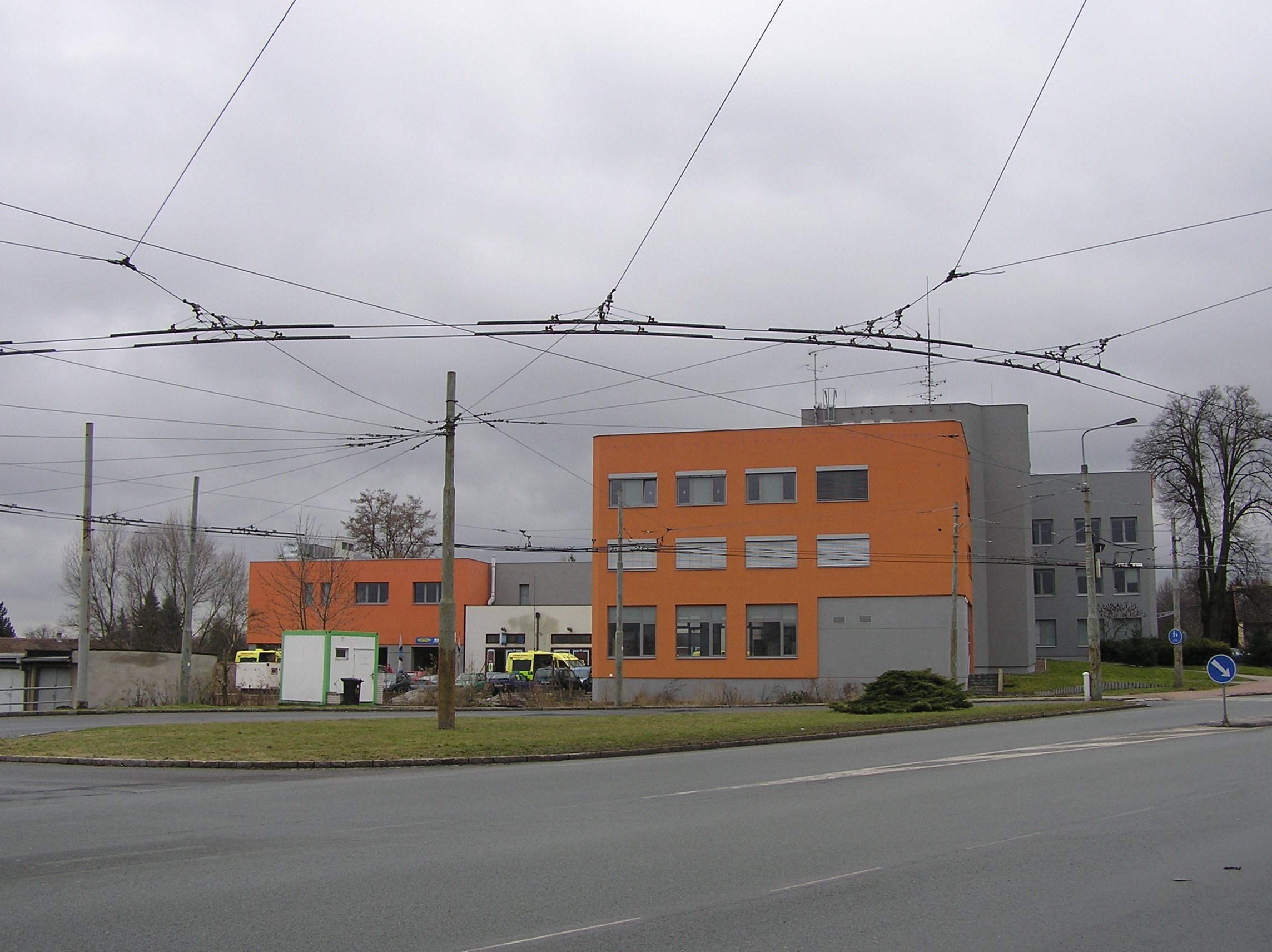
Budova sídla, výjezdového stanoviště a krajského zdravotnického operačního střediska ZZS PAK

Pardubický kraj je pro potřeby záchranné služby rozčleněn do čtyř územních odborů, které čítají dohromady 15 výjezdových stanovišť. Jednotlivá oblastní střediska respektují víceméně hranice okresů. Jednotlivé výjezdové skupiny jsou řízeny krajským zdravotnickým operačním střediskem (KZOS).

## Krajské operační středisko
Krajské zdravotnické operační středisko (KZOS) Zdravotnické záchranné služby Pardubického kraje je jednotné operační středisko, jehož úkolem je řídit a koordinovat činnost výjezdových skupin na území celého Pardubického kraje. To vznikalo v letech 2007 a 2008 a sloučilo čtyři okresní dispečinky záchranné služby. ZZS PAK má jako jediná záchranná služba v České republice také záložní krizový dispečink v Chrudimi. Ten slouží v případě nutnosti odstavit krajské zdravotnické operační středisko. Jako doplňková součást zdravotnického operačního střediska tísňové linky 155 uvedla ZZS PAK do provozu Informační zdravotnické centrum, které slouží pro informace v neakutních případech.

## Výjezdové skupiny

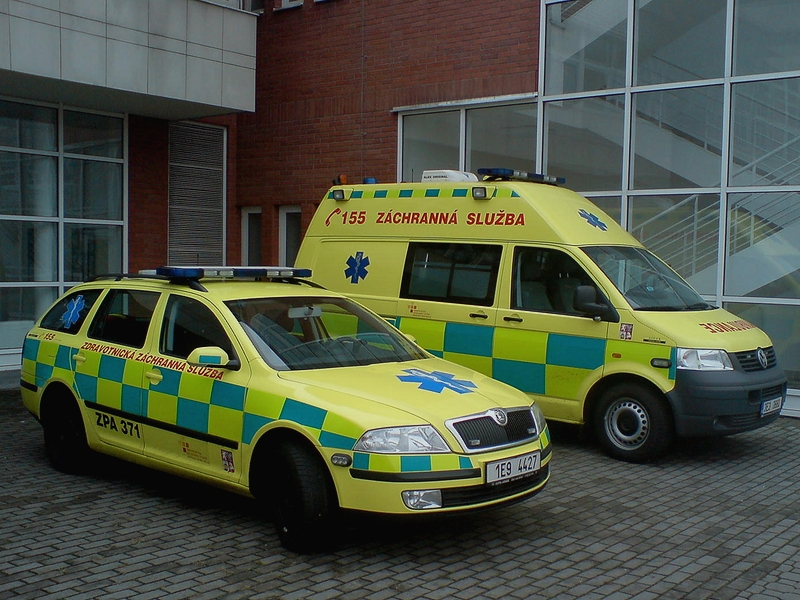
Vozidlo Škoda Octavia Combi určené pro výjezdy v režimu RV a Volkswagen Transporter T5 určen pro výjezdy v režimech RZP a RLP

Na území celého kraje je k dispozici v nepřetržitém 24hodinovém provozu celkem 25 výjezdových skupin, jejichž počet se mění s pracovní a noční dobou. V mimopracovní dobu a v nočních hodinách je počet skupin snížen. Výjezdové skupiny pracují v režimech rychlá zdravotnická pomoc (RZP) ve složení řidič-záchranář a zdravotnický záchranář, rychlá lékařská pomoc (RLP) ve složení řidič-záchranář, lékař a zdravotnický záchranář a některé výjezdové skupiny pracují v systému Rendez-Vous s lékařem v osobním automobile.
Systém Rendez-Vous začala Zdravotnická záchranná služba Pardubického kraje využívat ve větší míře až během roku 2011. Do roku 2010 existoval systém RV pouze v Moravské Třebové. V únoru 2011 byl zaveden RV systém nově do Pardubic, v červenci téhož roku se rozšířil do Ústí nad Orlicí a Chrudimi. Pardubický kraj patřil před rokem 2011 ke krajům s nejvyšším počtem výjezdových skupin s lékařem na počet obyvatel. Systém výjezdových skupin RLP a RZP je však z personálního hlediska nevyhovující.
Pardubický kraj navrhl zřídit celoplošně systém RV, jakým disponuje například Liberecký kraj. Tím by se výrazně zvýšil počet výjezdových skupin a počet výjezdových stanovišť (z 15 na 20). V systému RV by pak pracovalo až 26 posádek jako RZP a 9 skupin v systému RV. Tím by došlo k flexibilnějšímu využití lékařů v celém kraji. V současné době je systém Rendez-Vous zaveden jen v některých částech kraje, na mnoha místech stále slouží standardní výjezdové skupiny rychlé lékařské pomoci. V dubnu 2012 byl systém RV rozšířen také do Svitav.

## Výjezdová stanoviště

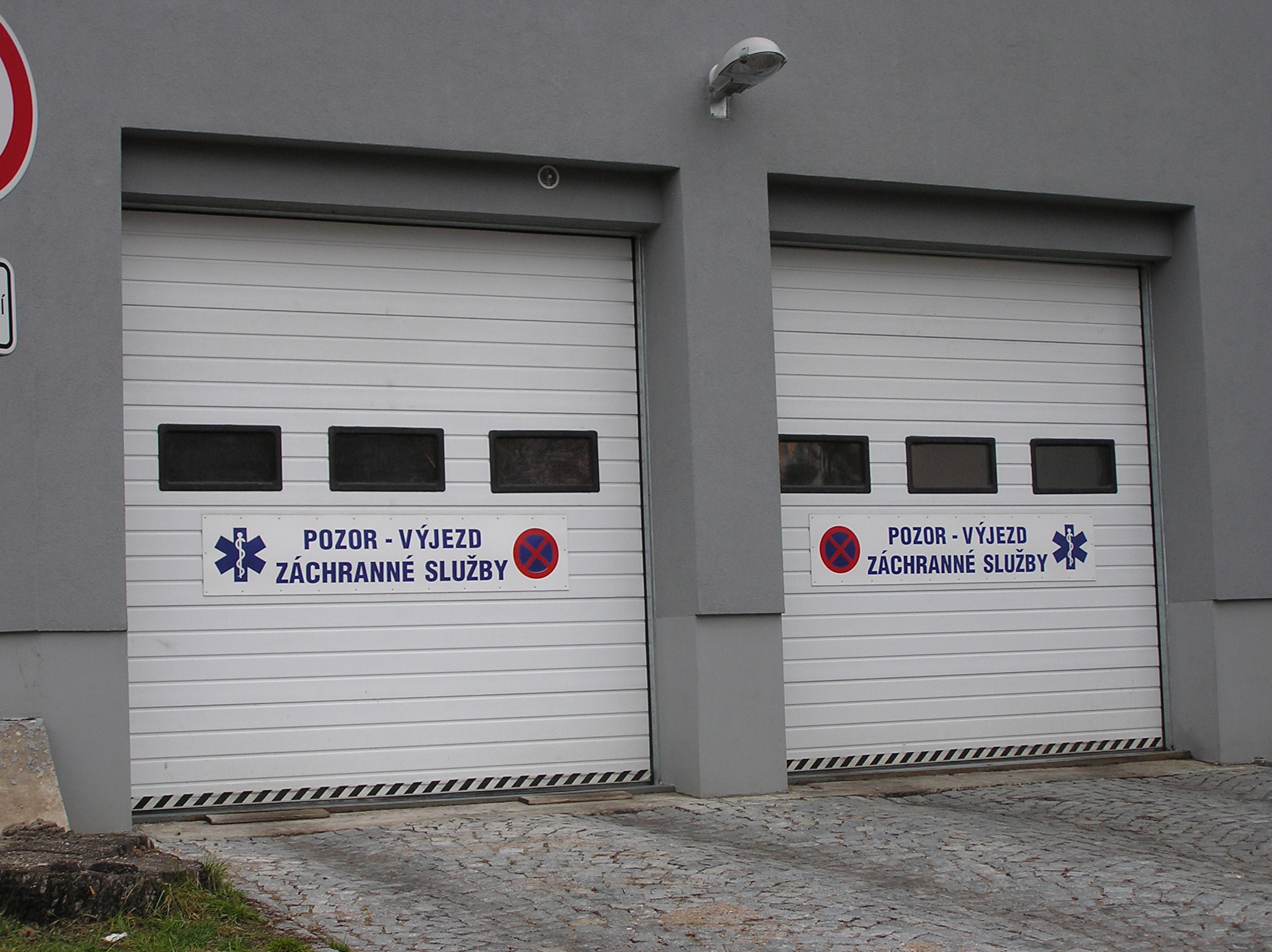
Výjezdové stanoviště Pardubice - Pardubičky

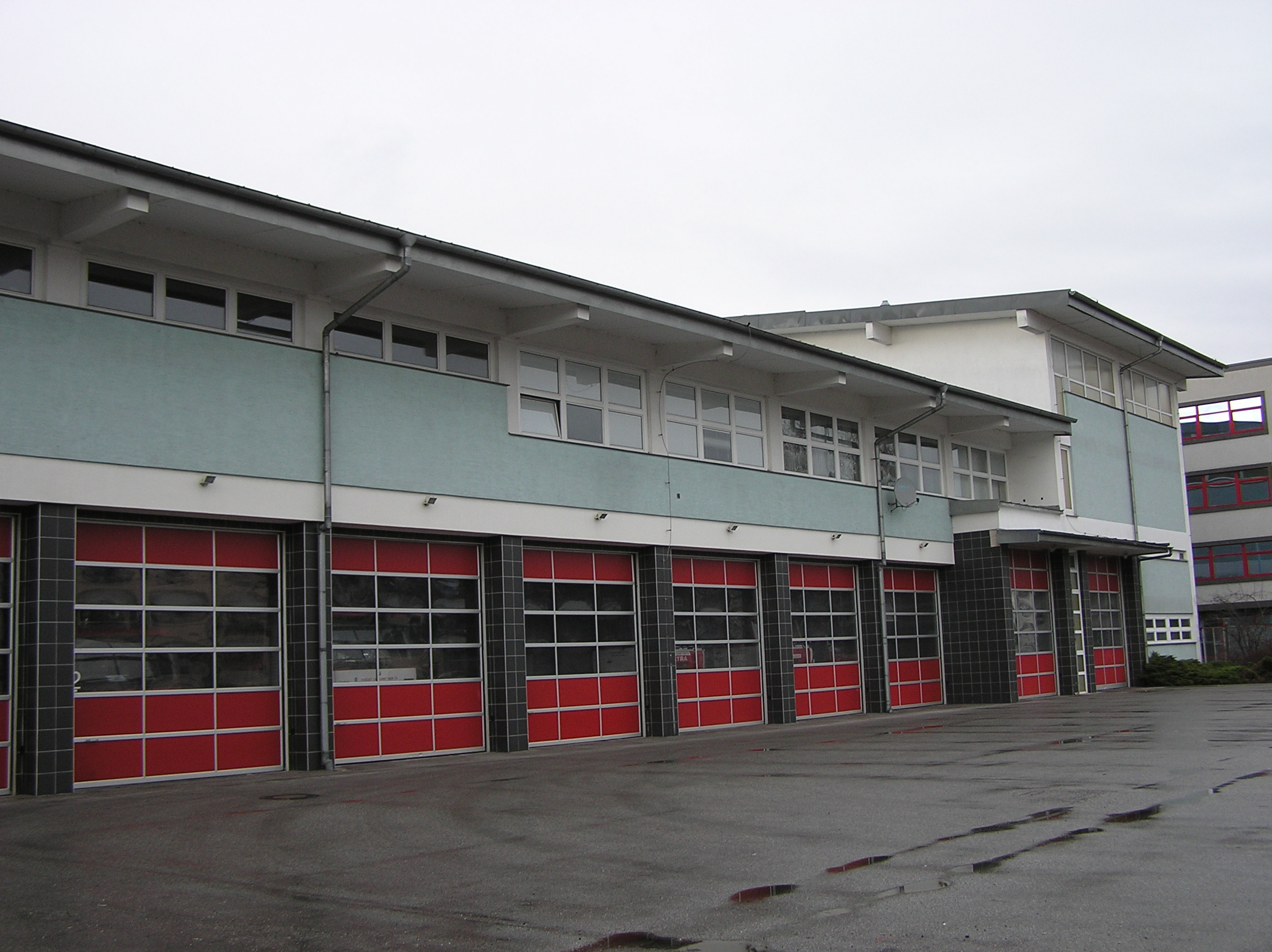
Záchranáři sídlí ve společném areálu s hasičským záchranným sborem na výjezdovém stanovišti Pardubice - Dukla

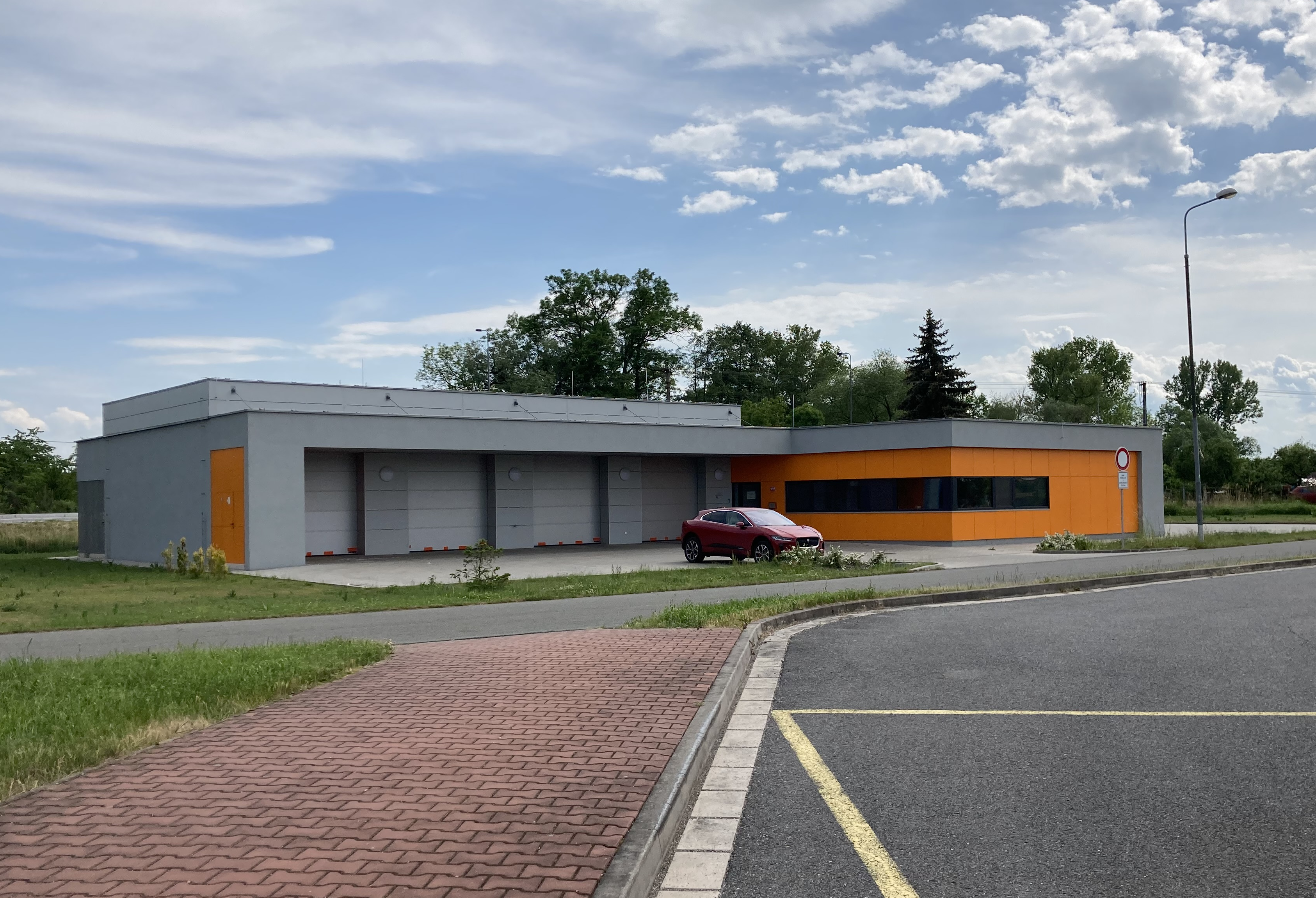
Výjezdové stanoviště Pardubice - Staré Čívice

Pardubický kraj je v současnosti pokryt sítí 16 výjezdových stanovišť. V roce 2007 proběhla rekonstrukce budovy výjezdového stanoviště v Žamberku a bylo otevřeno nové stanoviště v Přelouči. V Přelouči existovalo stanoviště již dříve, ale záchranáři sídlili v nevyhovujících podmínkách. Dlouhodobě byla plánována výstavba nového výjezdového stanoviště ve Skutči. Do Skutče a okolních obcí musely posádky záchranné služby dojíždět až z Chrudimi nebo Hlinska. V dubnu 2013 bylo ve Skutči otevřeno nové výjezdové stanoviště s posádkou rychlé zdravotnické pomoci s omezenou denní dobou.

### Přehled výjezdových stanovišť
| Oblast          | Výjezdová stanoviště     |
| Pardubice       | Pardubice - Pardubičky   |
| Pardubice       | Pardubice - Dukla        |
| Pardubice       | Pardubice - Staré Čívice |
| Pardubice       | Holice                   |
| Pardubice       | Přelouč                  |
| Chrudim         | Chrudim                  |
| Chrudim         | Hlinsko                  |
| Chrudim         | Skuteč                   |
| Chrudim         | Seč                      |
| Svitavy         | Svitavy                  |
| Svitavy         | Litomyšl                 |
| Svitavy         | Moravská Třebová         |
| Svitavy         | Polička                  |
| Ústí nad Orlicí | Ústí nad Orlicí          |
| Ústí nad Orlicí | Červená Voda             |
| Ústí nad Orlicí | Lanškroun                |
| Ústí nad Orlicí | Žamberk                  |
| Ústí nad Orlicí | Vysoké Mýto              |

## Letecká záchranná služba

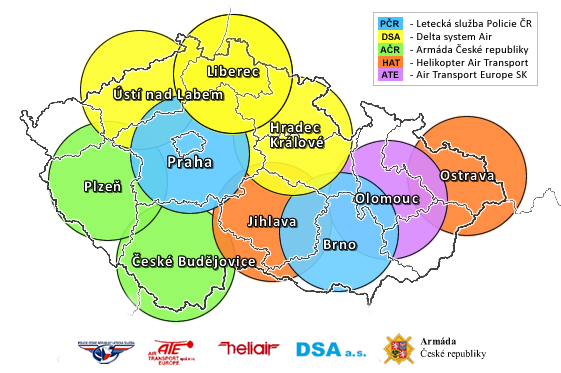
Spádová oblast vrtulníku letecké záchranné služby z Hradce Králové zahrnuje i velkou část Padubického kraje

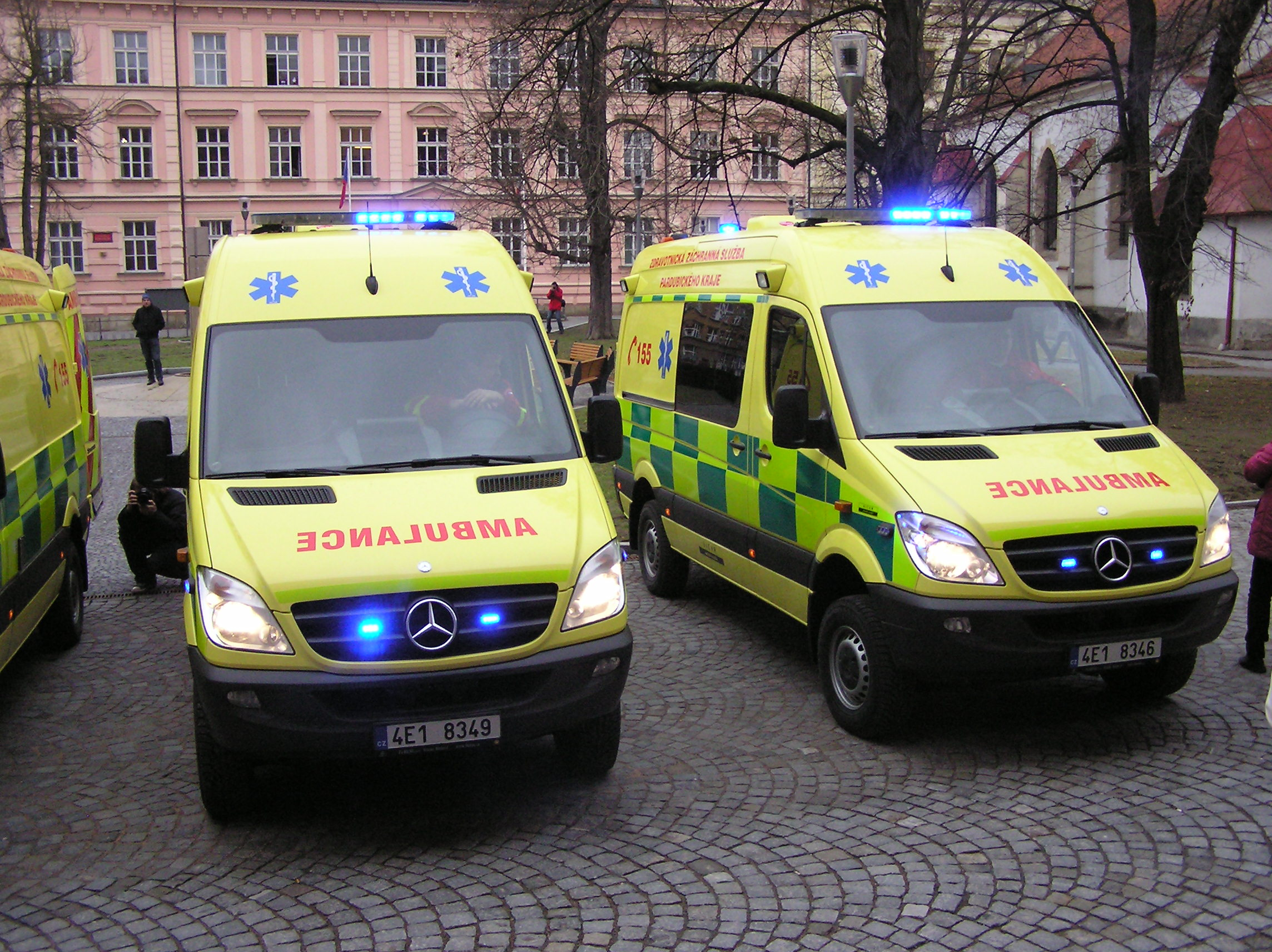
Sanitní vozidla Mercedes-Benz Sprinter 316 CDI byla dodány na počátku roku 2011

Pardubický kraj na svém území leteckou záchrannou službu (LZS) neprovozuje. Ta je však v případě potřeby zajištěna ve většině případů vrtulníkem s volacím znakem Kryštof 06 z Královéhradeckého kraje, méně často pak provozovateli z Kraje Vysočina nebo z Olomouckého a Jihomoravského kraje.

### Spor o financování
V lednu 2010 požádal Královéhradecký kraj hejtmana Pardubického kraje o spolufinancování letecké záchranné služby. Provoz LZS stojí Královéhradecký kraj ročně 6 mil. korun. Třetinu zásahů tvoří zásahy v Pardubickém kraji, který LZS neprovozuje. Proto žádá Královéhradecký kraj, aby se Pardubický kraj podílel na spolufinancování provozu LZS částkou 2 mil. korun. To ale Pardubický kraj odmítá s odůvodněním, že nebyly doloženy dostatečné podklady.

## Vozový park
V roce 2010 čítal vozový park Zdravotnické záchranné služby Pardubického kraje celkem 34 sanitních vozidel. Vozový park ZZS PAK zahrnuje především vozidla Volkswagen Transporter T5 a T4, starší vozidla Ford Transit a od ledna 2011 také nová vozidla Mercedes-Benz Sprinter. Pro výjezdy v režimu RV jsou určeny osobní automobily Škoda Octavia Combi a Škoda Yeti.
V roce 2009 byl vozový park ZZS PAK obohacen o tři nová sanitní vozidla Volkswagen Transporter T5. V roce 2010 počítal plán s nákupem čtyř nových sanitních vozidel. Po havárii jedné ze starších sanitek bylo však na mimořádném zasedání Rady Pardubického kraje rozhodnuto, že dostane ZZS PAK šest nových vozidel. Šest sanitních vozidel Mercedes-Benz sprinter bylo dodáno 19. ledna 2011. V únoru 2011 bylo dodáno první vozidlo Škoda Yeti, jež bylo zařazeno nově do systému RV v Pardubicích. V červnu 2011 byly do systému RV zařazeny další dva automobily Škoda Yeti, jež slouží na výjezdových stanovištích v Chrudimi a Ústí nad Orlicí. Šest sanitních vozidel Volkswagen Transporter T5 převzala pardubická záchranná služba 14. října 2011. V září 2011 havarovalo jedno z vozidel Škoda Yeti. V dubnu 2012 získala ZZS PAK další vozidlo pro výjezdy v režimu RV, které bylo zařazeno na výjezdové stanoviště do Svitav. Další tři nová sanitní vozidla Volkswagen Transporter T5 byla do vozového parku zařazena v lednu 2013.

## Galerie

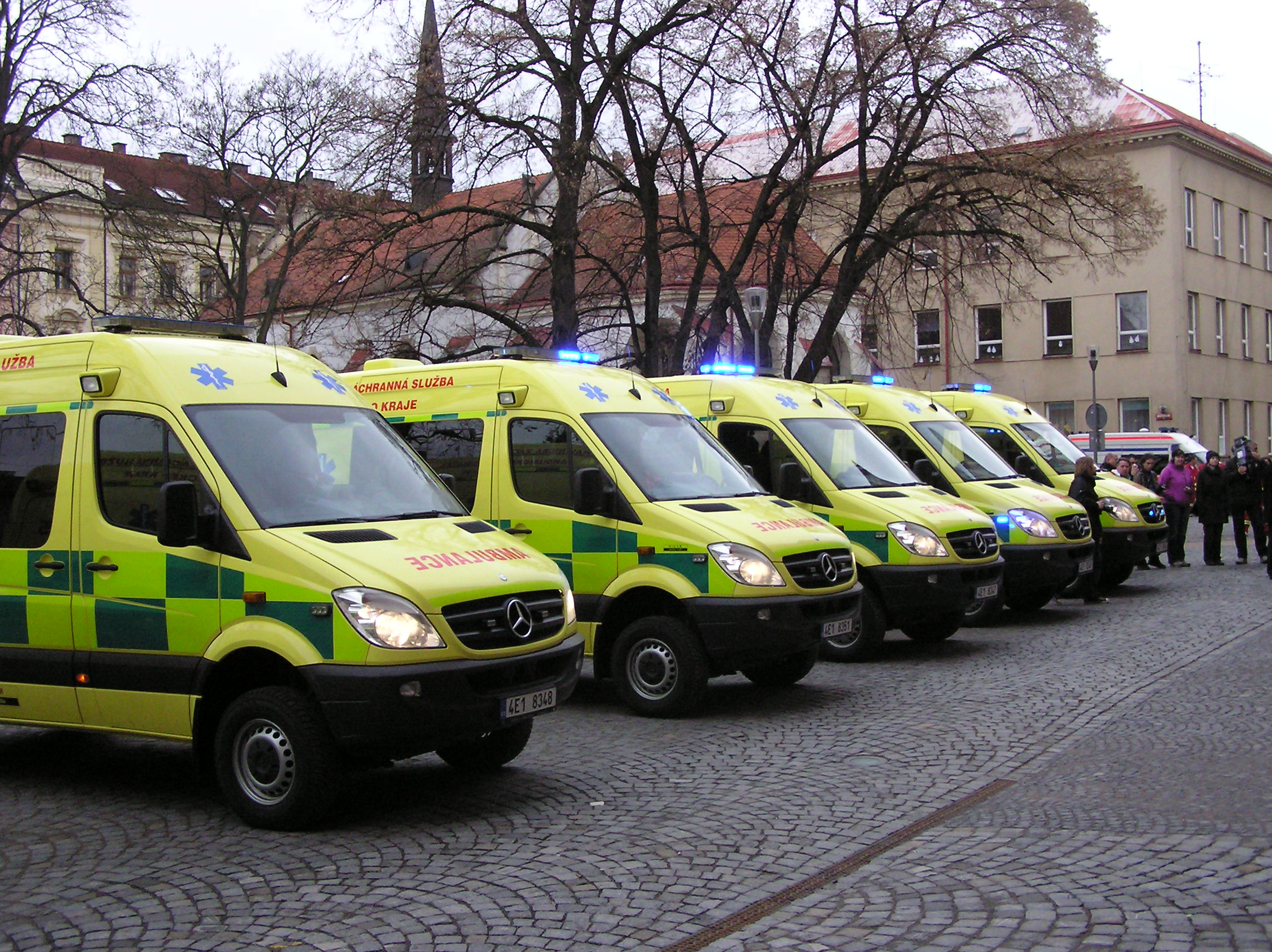
Sanitní ozidla Mercedes-Benz Spritner 316 CDI 4x4 při slavnostním předávání
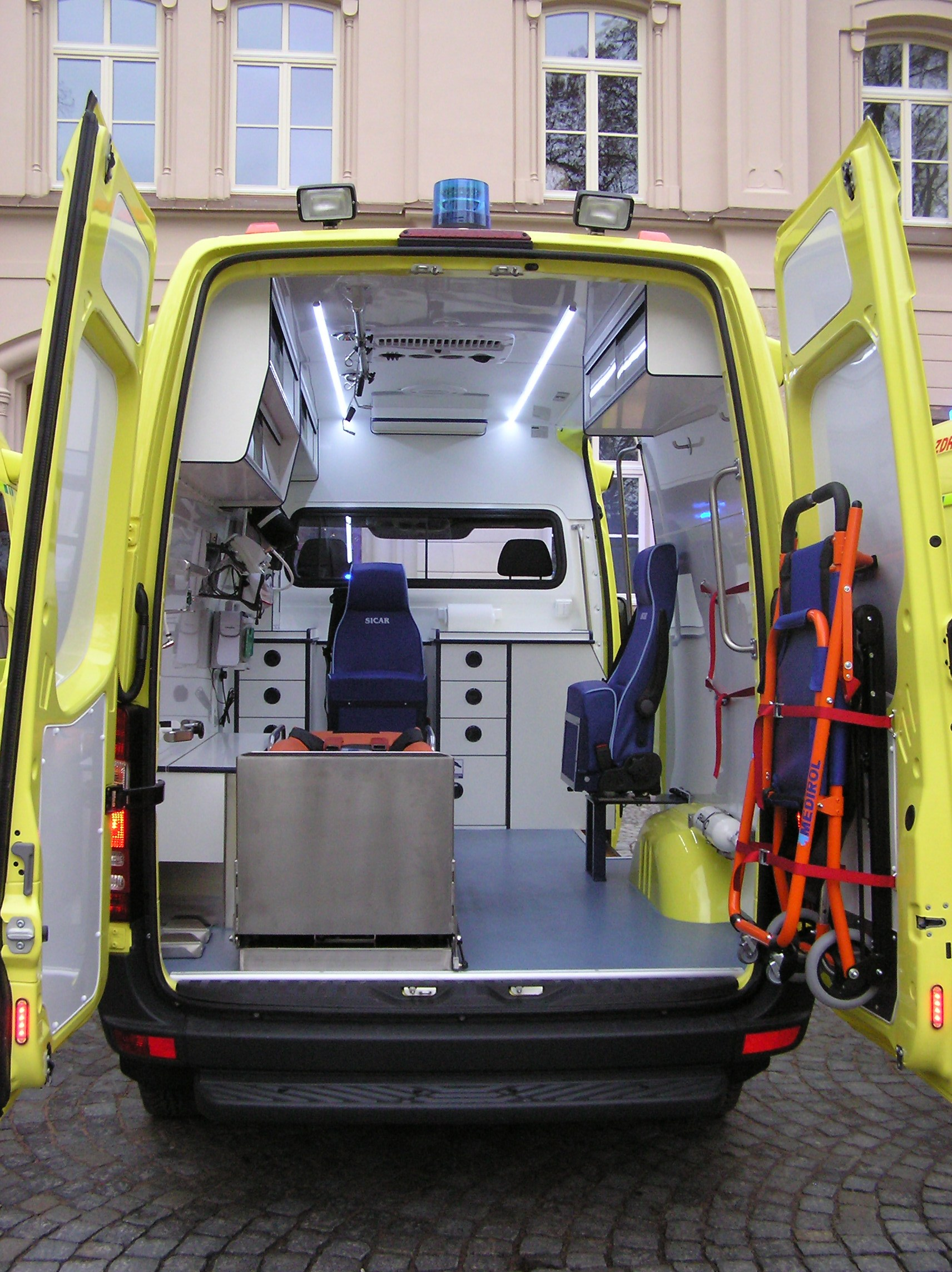
Vnitřní zástavba sanitky Zdravotnické záchranné služby Pardubického kraje
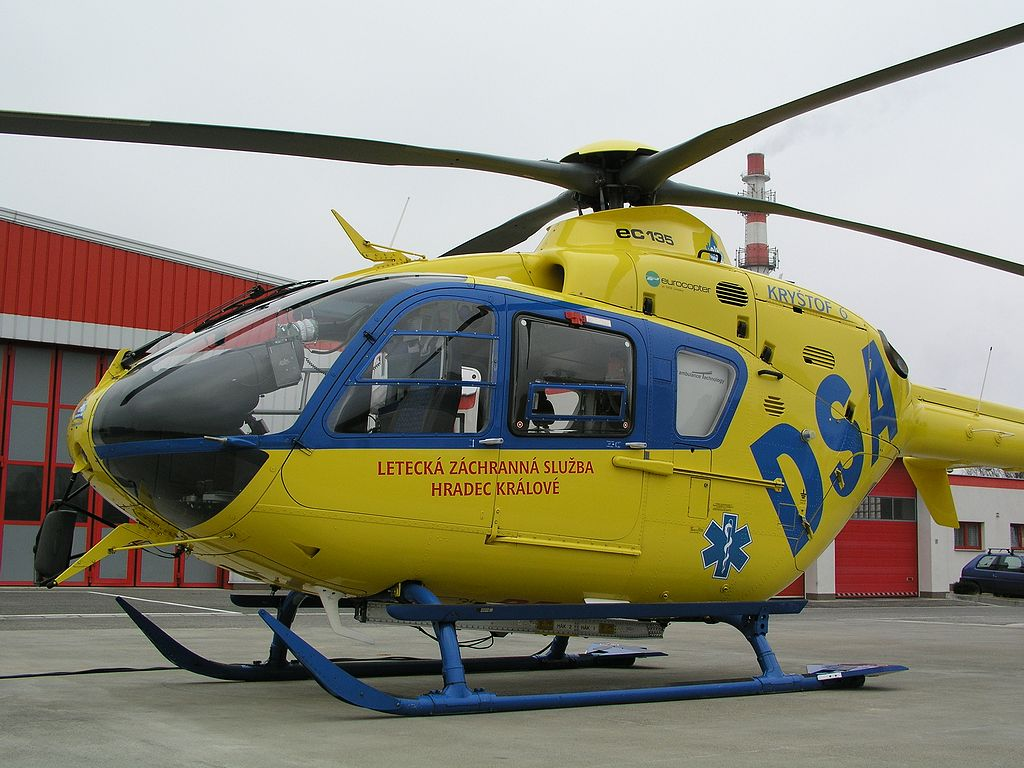
Vrtulník s volacím znakem Kryštof 06 letecké záchranné služby Hradec Králové
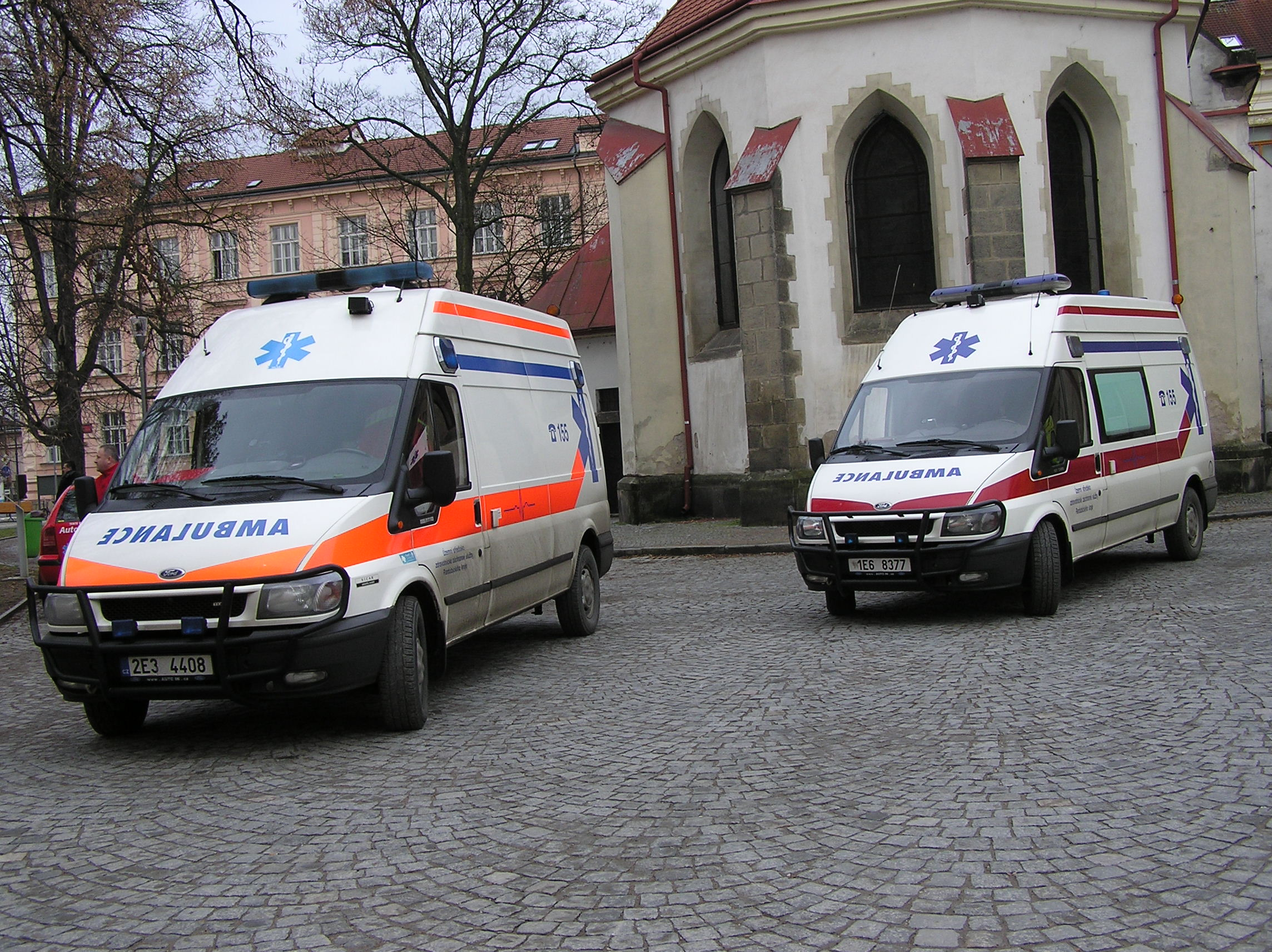
Santiní vozidla Ford Transit patří již ke starším ve vozovém parku Zdravotnické záchranné služby Pardubického kraje
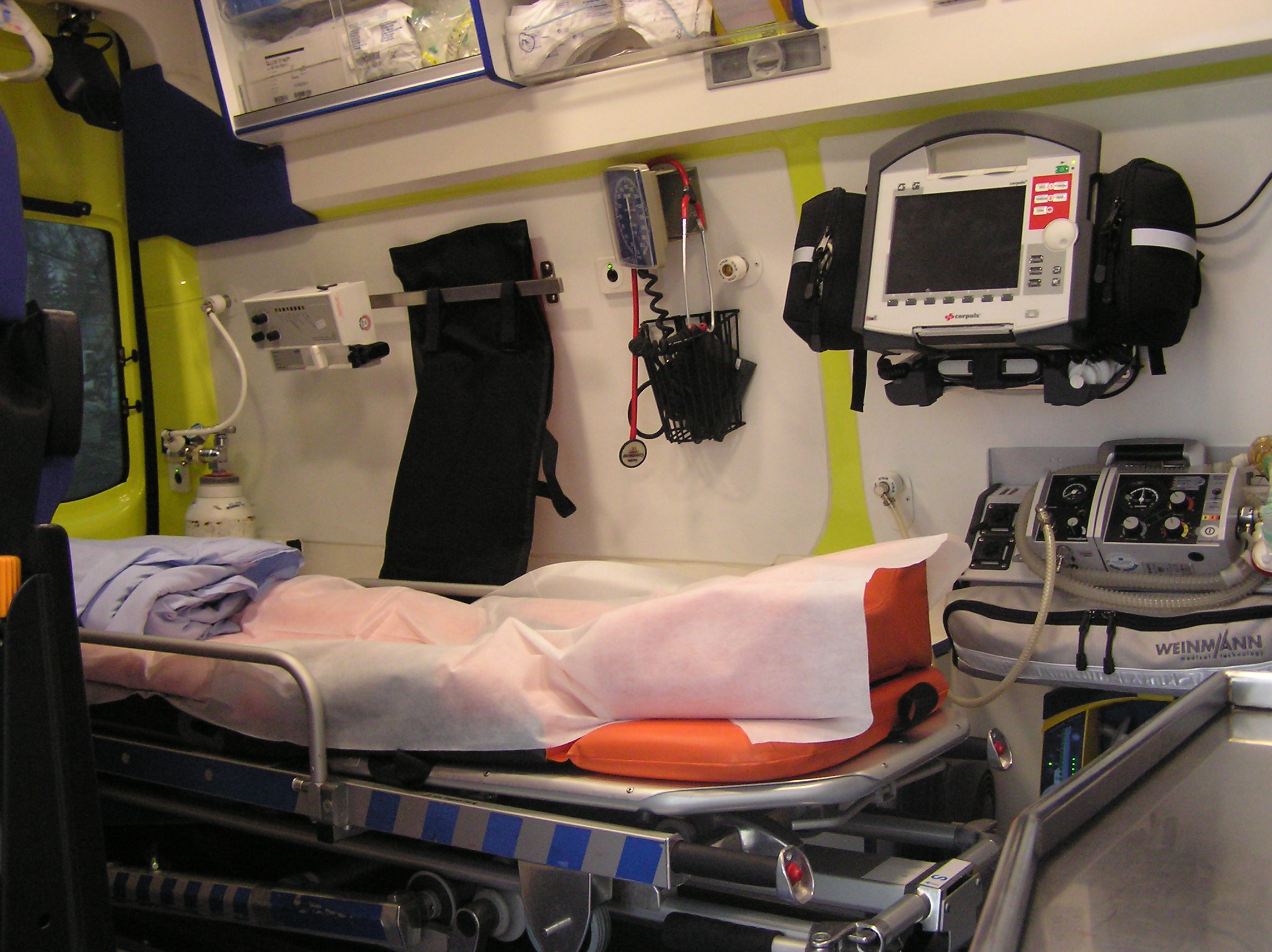
Vnitřní zástavba jednoho ze sanitních vozidel dodaných v roce 2009